# Aegidienkirchhof

Die Lage des Aegidienkirchhofs, rot markiert

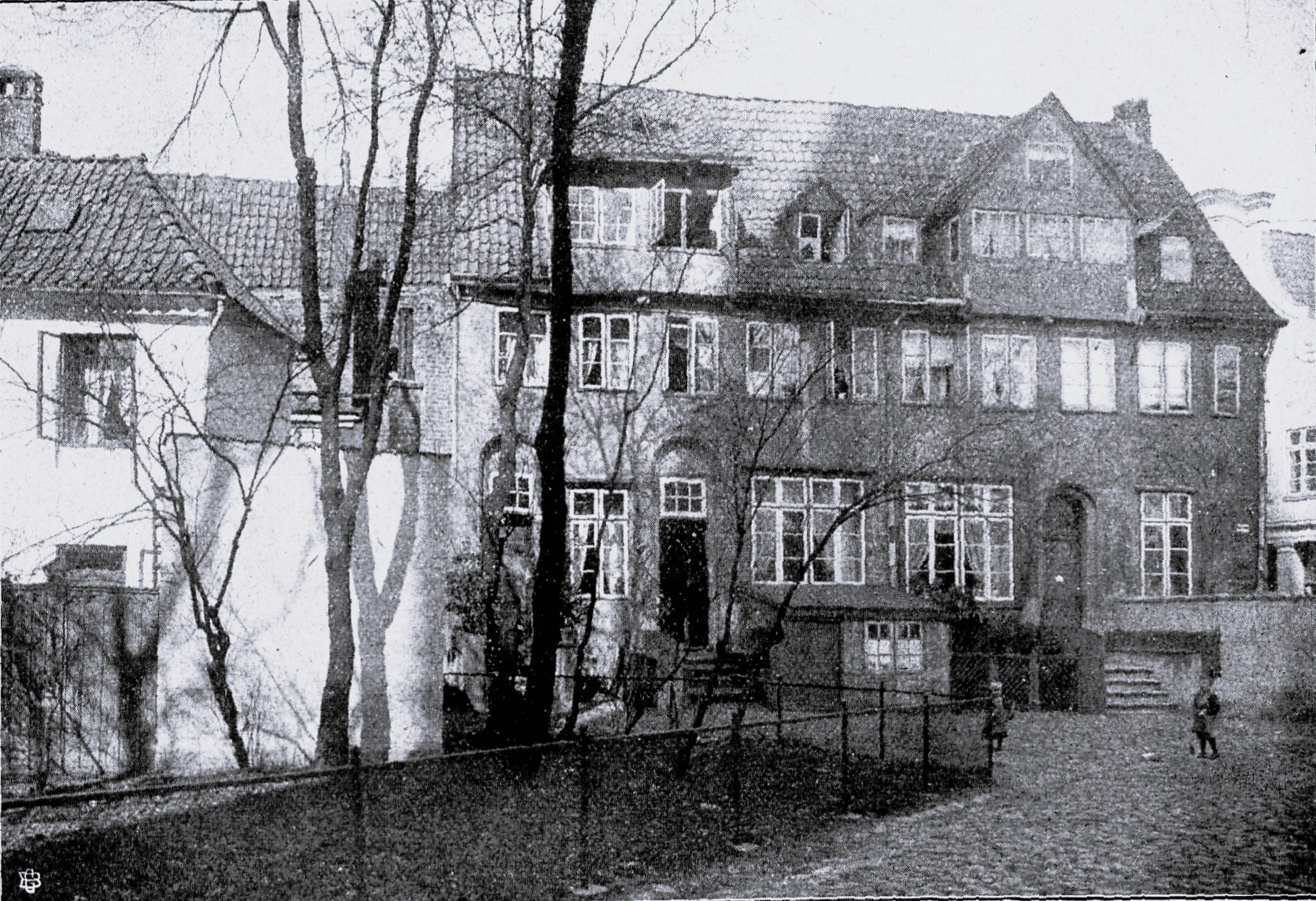
Aegidienkirchhof (1909)

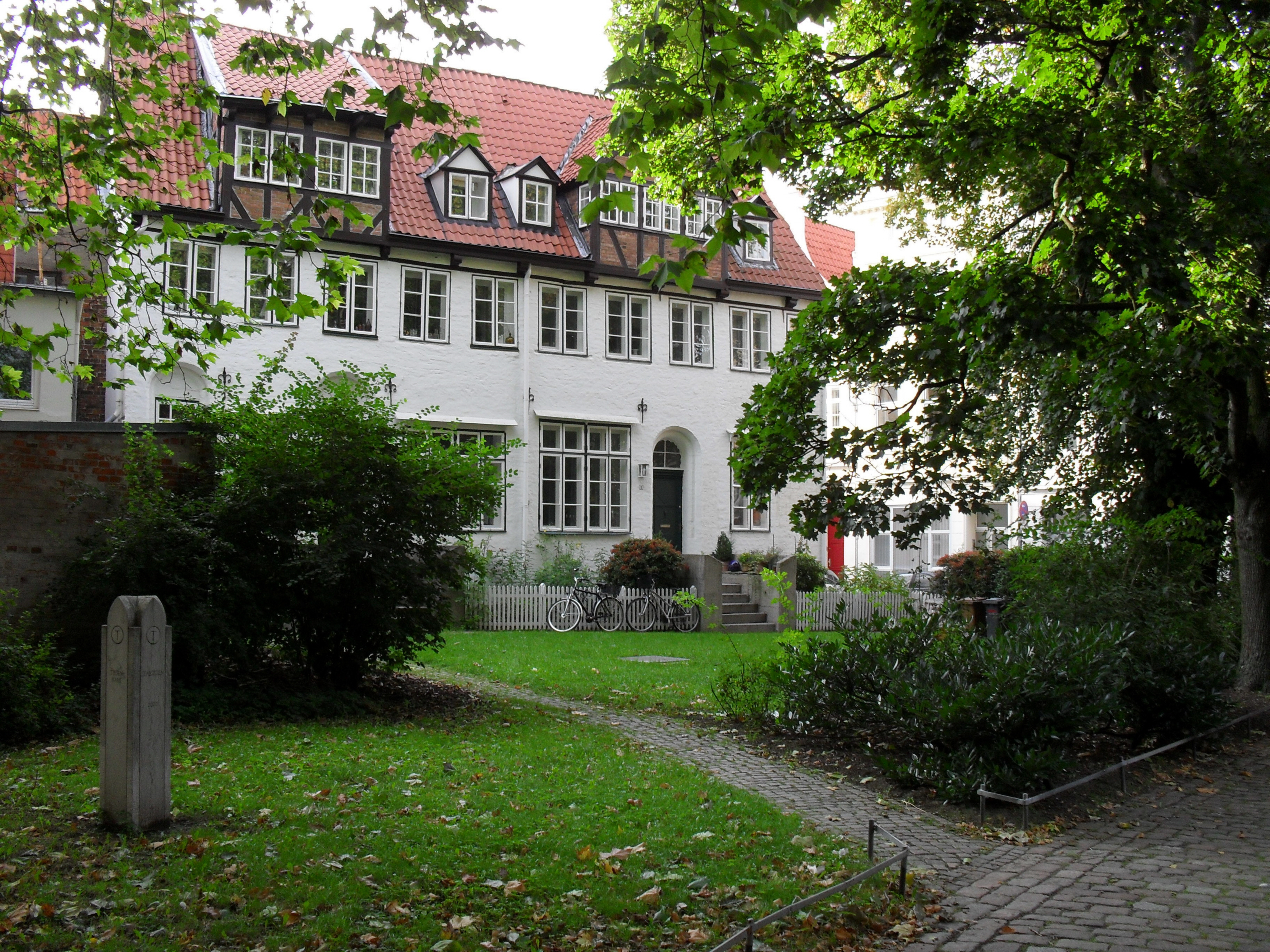
Der Aegidienkirchhof vor der Westfassade der Aegidienkirche

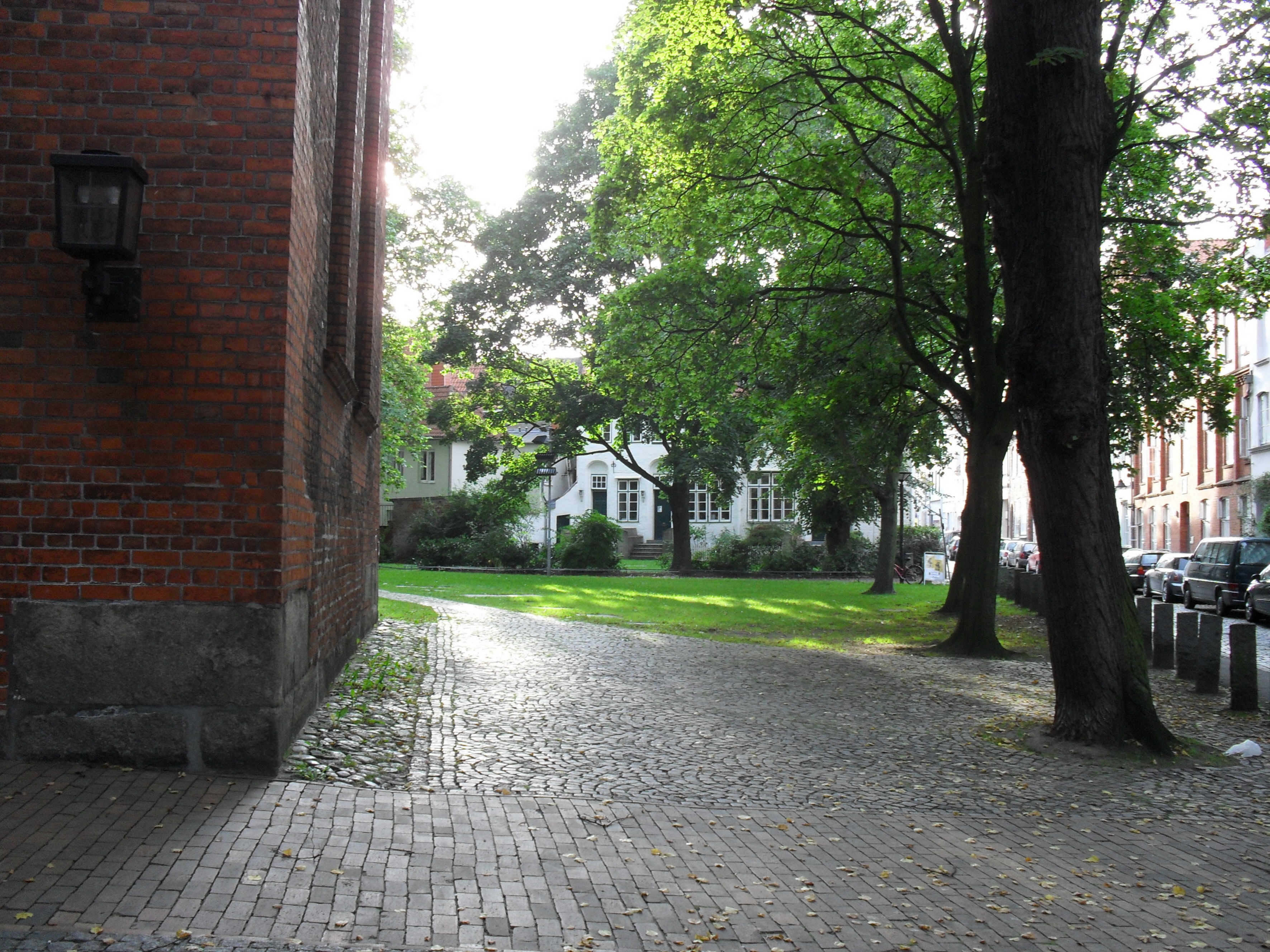
Der Aegidienkirchhof an der Nordseite der Aegidienkirche; rechts die Aegidienstraße

Der Aegidienkirchhof ist eine Straße der Lübecker Altstadt.

## Lage
Der Aegidienkirchhof befindet sich im südöstlichen Teil der Altstadtinsel, dem Johannis Quartier. Im weiteren Sinne umfasst er die Freifläche, welche die Aegidienkirche auf allen Seiten umgibt und die im Norden von der Aegidienstraße begrenzt wird, im Osten von der St.-Annen-Straße, im Süden von der Schildstraße und im Westen von den Gebäuden, die zwischen der spitzwinklig aufeinandertreffenden Aegidienstraße und Schildstraße stehen.
Als Straße gewidmet ist dabei der Teil, der sich vor der Westfassade der Kirche befindet und die Aegidienstraße mit der Schildstraße verbindet.

## Geschichte
Erstmals urkundlich erwähnt wird der Aegidienkirchhof 1227 mit der lateinischen Bezeichnung Apud sanctum Egidium (Bei St. Aegidien). 1293 ist Apud cimiterium sancti Egidii (Beim Kirchhof von St. Aegidien) verzeichnet. Der heutige Name wurde 1852 amtlich festgelegt.
Bis zur Aufhebung der innerstädtischen Friedhöfe im Jahre 1832 diente das Gelände um die Kirche der Gemeinde von St. Aegidien als Begräbnisplatz. Die hier Bestatteten wurden auf den neuen Burgtorfriedhof umgebettet; heute ist der Aegidienfriedhof eine teils gepflasterte, teils mit Rasen und Bäumen bestandene Freifläche, auf der einige historische Grabplatten in den Boden eingelassen sind.
Weltberühmt wurde der Aegidienkirchhof, als Friedrich Wilhelm Murnau die Häuser, als Haus Hutters, für seinen Film Nosferatu – Eine Symphonie des Grauens bei seinen Lübecker Außenaufnahmen als Kulisse verwandte. Die Verwendung der Aegidienkirche in dem Film scheiterte am Lübecker Widerstand. Als Ersatz für sie wurde die Wismarer Marienkirche verwandt. Wer den Film sieht und das Haus mit dem heutigen vergleicht, wird lediglich – falls überhaupt – einen marginalen Unterschied zu damals feststellen.

## Bauwerke
- Aegidienkirche, vom 13.–15. Jahrhundert errichtete romanisch-backsteingotische dreischiffige Hallenkirche
- Aegidienkirchhof 1-3: Zur Kirche gehörende Reihe dreier Renaissance-Traufenhäuser aus der 2. Hälfte des 16. Jahrhunderts, die auf die Jahre 1300–1454 zurückgehen